# Parque de Torreblanca
El parque de Torreblanca (en catalán: parc de Torreblanca) es un parque de aproximadamente unas 12 hectáreas de extensión y que se divide en varias partes. Está dentro del área metropolitana de Barcelona.
El conjunto está inscrito como Bien Cultural de Interés Local (BCIL) en el Inventario del Patrimonio Cultural catalán con el código IPA-19299.

## Situación
El parque de Torreblanca ocupa parte de los términos de San Juan Despí y de San Justo Desvern, y próximo al de San Feliú de Llobregat pudiéndose acceder desde cualquiera de estas localidades.

## Historia
Se trataba de la finca de la casa señorial de los marqueses de Monistrol (título de la familia Dusay o Usall), adquirida en época medieval y que se convirtió en la residencia principal en el siglo XIX, abandonando el anterior Palacio del carrer de Regomir, 6.
Muy dañada la residencia durante la época de la guerra civil, acabó por ser demolida. En 1982 pasó a ser propiedad municipal.
Al principio, había sido un jardín botánico del que actualmente sólo se conserva la vegetación de la zona del lago. Este fue construido en estilo que se impregna de un aire romántico y con conglomerados artificiales, cuevas y glorietas.

En el año 2005 la asociación Amics de les Roses de Sant Feliu de Llobregat llegó a un acuerdo con la Mancomunidad que gestiona el parque y el Consejo Comarcal del Bajo Llobregat y a través de un convenio se cedió a esta entidad el uso de diferentes parterres de la zona donde originariamente habían plantados rosales, para que los socios rosalistas pudieran volver a plantar y cultivar rosales.
En la actualidad se han plantado y cuidan cerca de 600 rosales y este número de rosales y de variedades plantadas crece año tras año.

## Zonas
Se divide en varias partes: 
- las avenidas de plátanos y cipreses con estatuas. Actualmente se realizan espectáculos.
- la zona suroeste, donde ahora se realizan actividades deportivas (debajo de donde estaba el palacio).
- la zona sur, donde estaba el Palacio de los Marqueses de Monistrol, actualmente sustituido con vegetación, donde ahora se encuentra el laberinto rodeado de palmeras y otros árboles como plátanos o cipreses.
- La zona del lago, la parte romántica, con los templetes, grutas, islas...

## Descripción
Como había sido un jardín botánico, el parque consta de una gran diversidad vegetal de una gran belleza y con mucho valor. Aparte, también hay una buena diversidad de fauna. Desafortunadamente, hay también animales abandonados en los lagos, como los patos y gansos de granja, o las tortugas de Florida. 
Por la mañana o al atardecer, es posible ver algún conejo (difícil de ver debido a que siempre hay gente paseando menos cuando se cierra), pavos que rodean el parque, loros y cotorras exóticas, y otros animales más comunes, dependiendo de la época del año. Es muy buen lugar de paseo o para hacer deporte, a veces también se utiliza para la celebración de bodas.

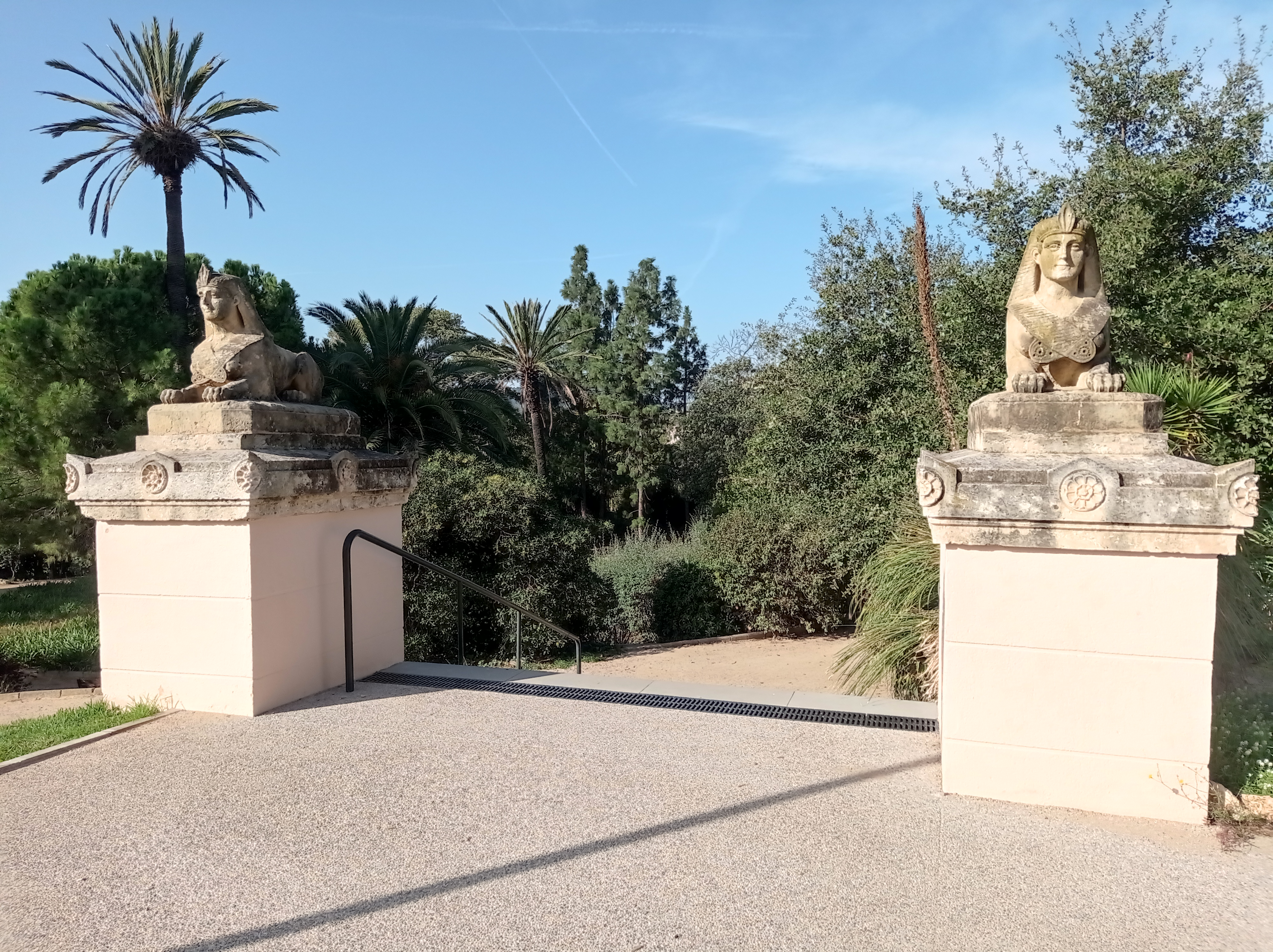
Esfinges
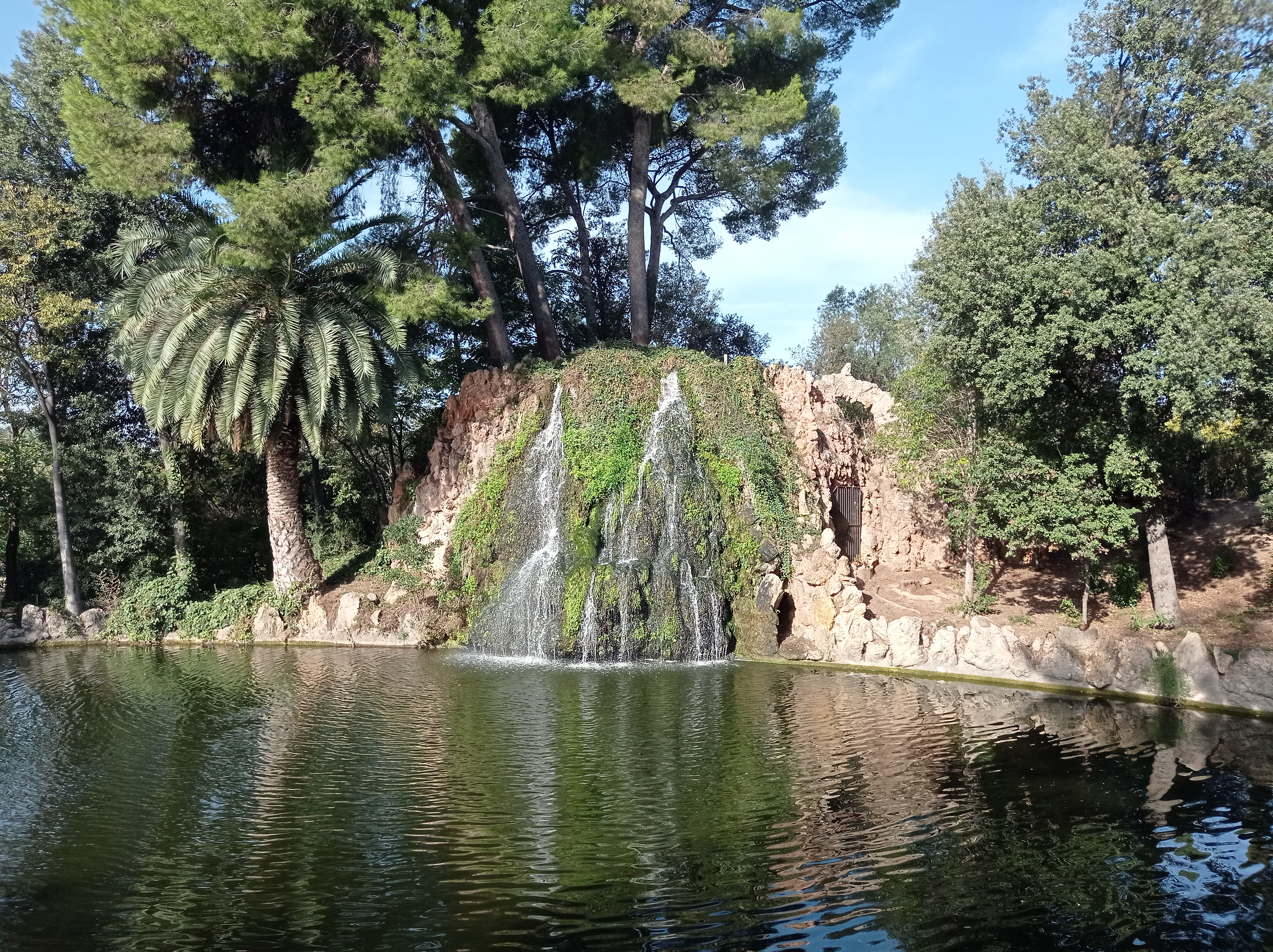
Cascada
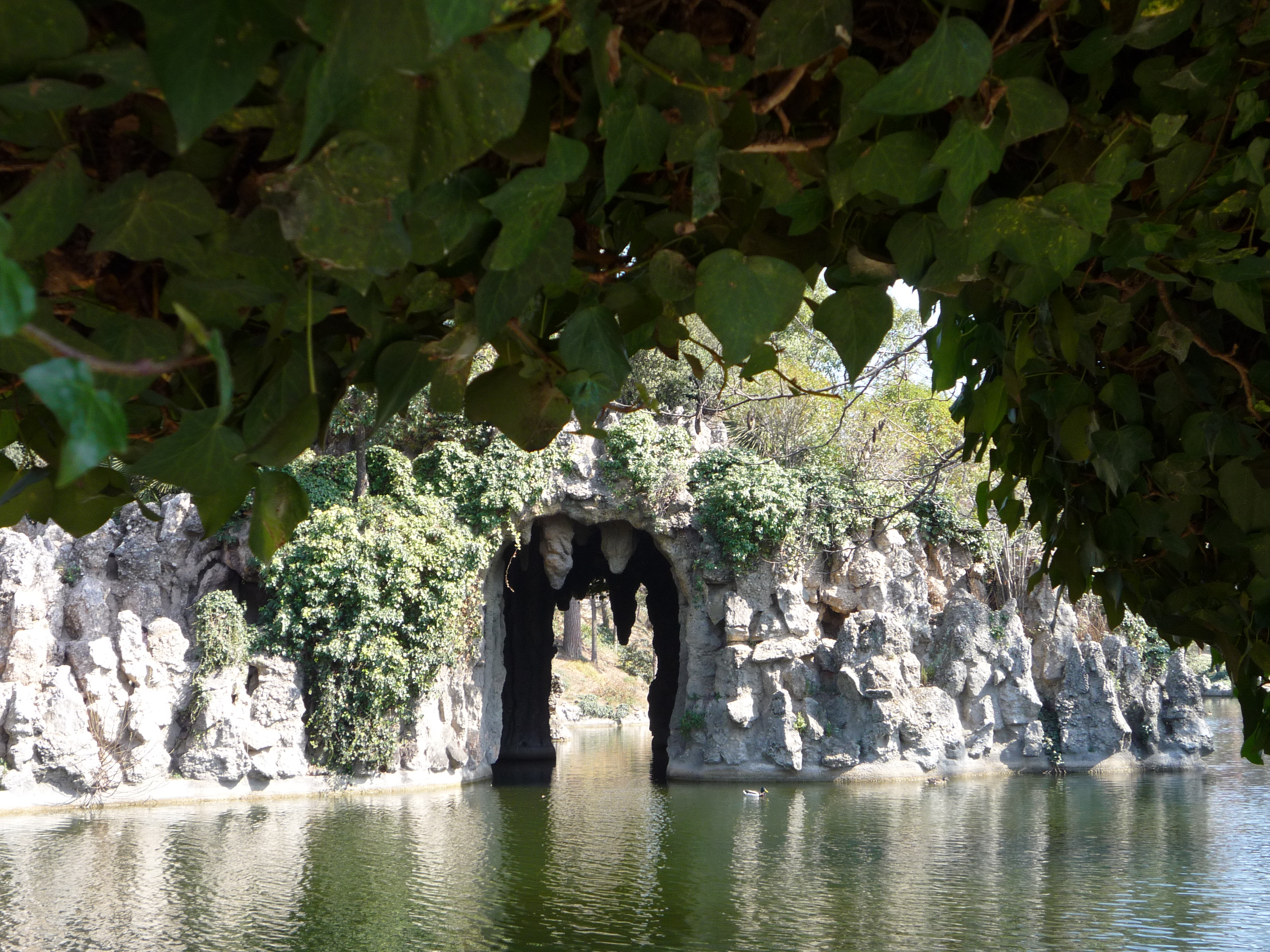
Gruta en el lago
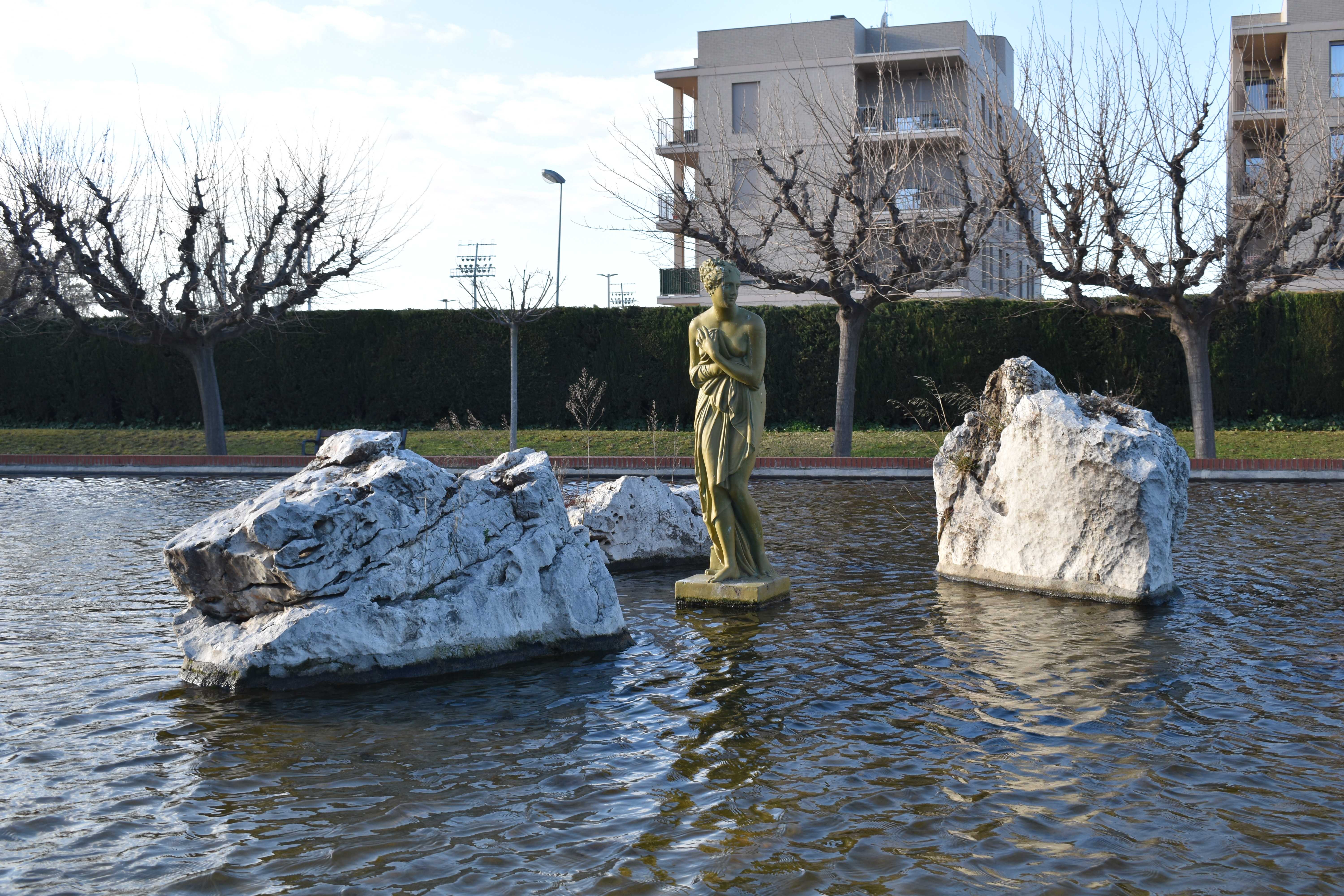
Estanque con estatua
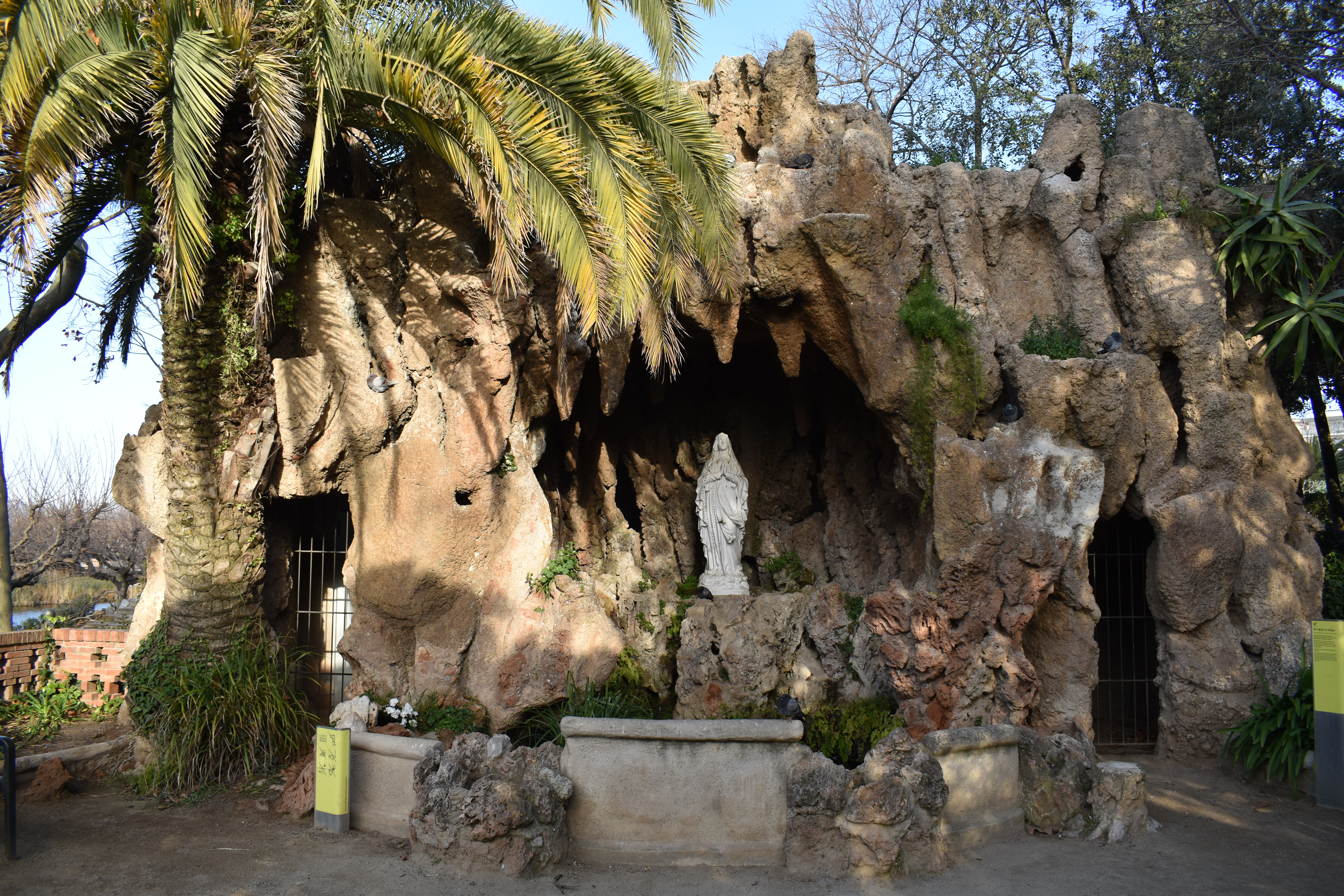
Gruta de la Virgen
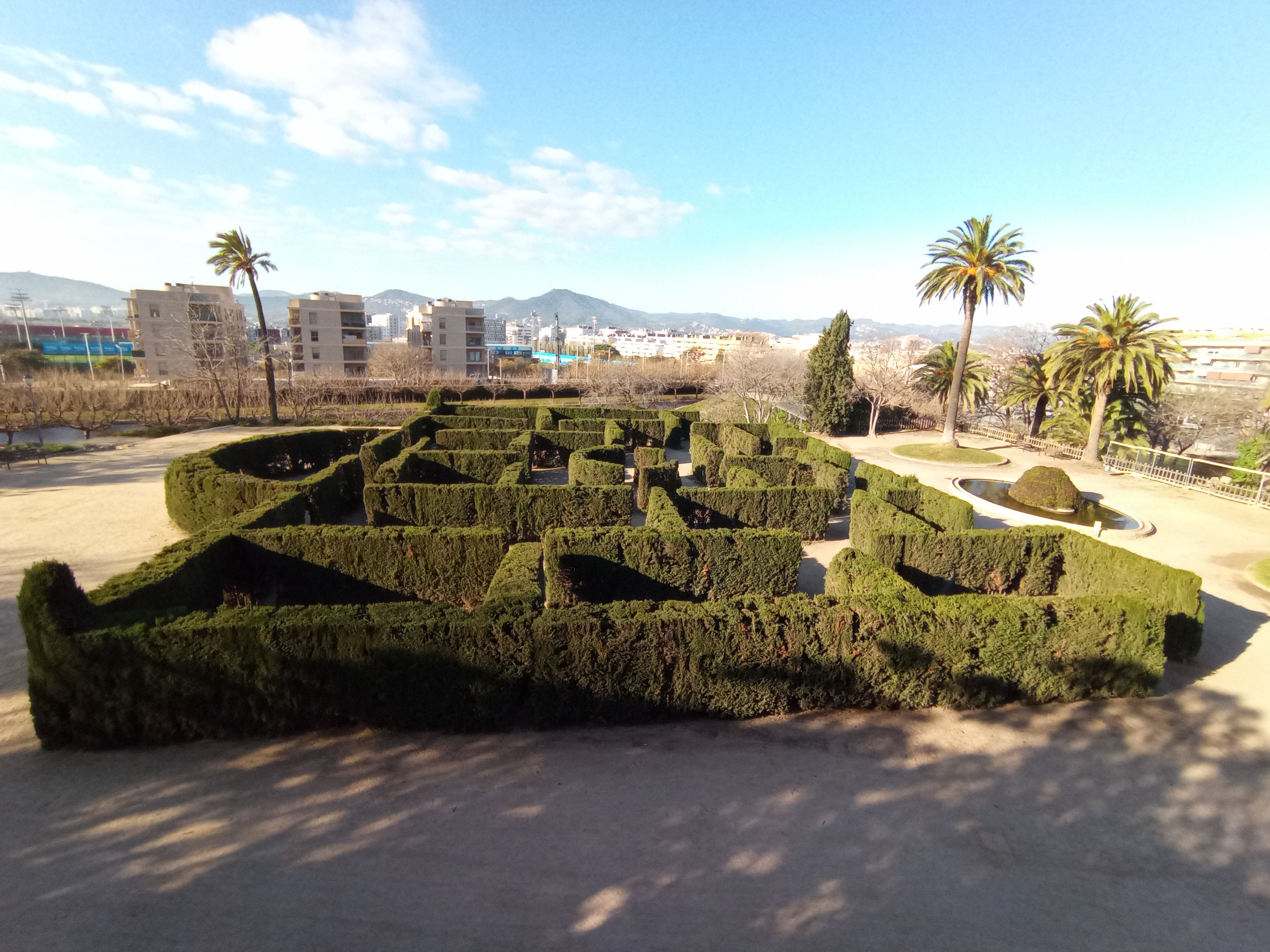
Laberinto